# Marian Kubicki
Aleksander Marian Kubicki (ur. 29 września 1908 w Raszkowie, zm. 14 maja 1972 w Warszawie) – polski dziennikarz, literat i polityk. Poseł do Krajowej Rady Narodowej, na Sejm Ustawodawczy oraz na Sejm PRL II, III, IV i V kadencji, więzień Auschwitz i Buchenwaldu.

## Życiorys
Syn Władysława Kubickiego i Ewy z domu Bonarskiej. Ukończył 4 klasy szkoły powszechnej. Od 11. roku życia pracował jako robotnik w Zagłębiu Dąbrowskim i na Śląsku. W 1926 ukończył jednoroczną szkołę rolniczą, a następnie był słuchaczem Uniwersytetu Ludowego w Szycach. Działał wówczas w ZMW „Siew” i ZMW „Wici”.
W 1929 przybył do Warszawy, gdzie jako wolny słuchacz studiował ekonomię na Wolnej Wszechnicy Polskiej. Od 1945 należał do Związku Literatów Polskich. Redaktor naczelny „Dziennika Ludowego” w Warszawie. W latach 1936–1937 był członkiem redakcji „Dziennika Popularnego”. Od 1945 był kierownikiem Wydziału Kultury i Oświaty w Związku Samopomocy Chłopskiej. Był też członkiem zarządu SDP.   
Członek Naczelnego Komitetu Zjednoczonego Stronnictwa Ludowego i członek prezydium NK ZSL. Członek Głównego Sądu Partyjnego ZSL. Pisarz i poeta, dziennikarz prasy ludowej, autor zbioru wierszy „Ścieżki”, „Cień czasu”, powieści „Tamte lata”, a także opowiadań satyrycznych „Powszechne sprawy”, opisujących codzienne życie mieszkańców swojej rodzinnej wsi.

### Wojenne losy

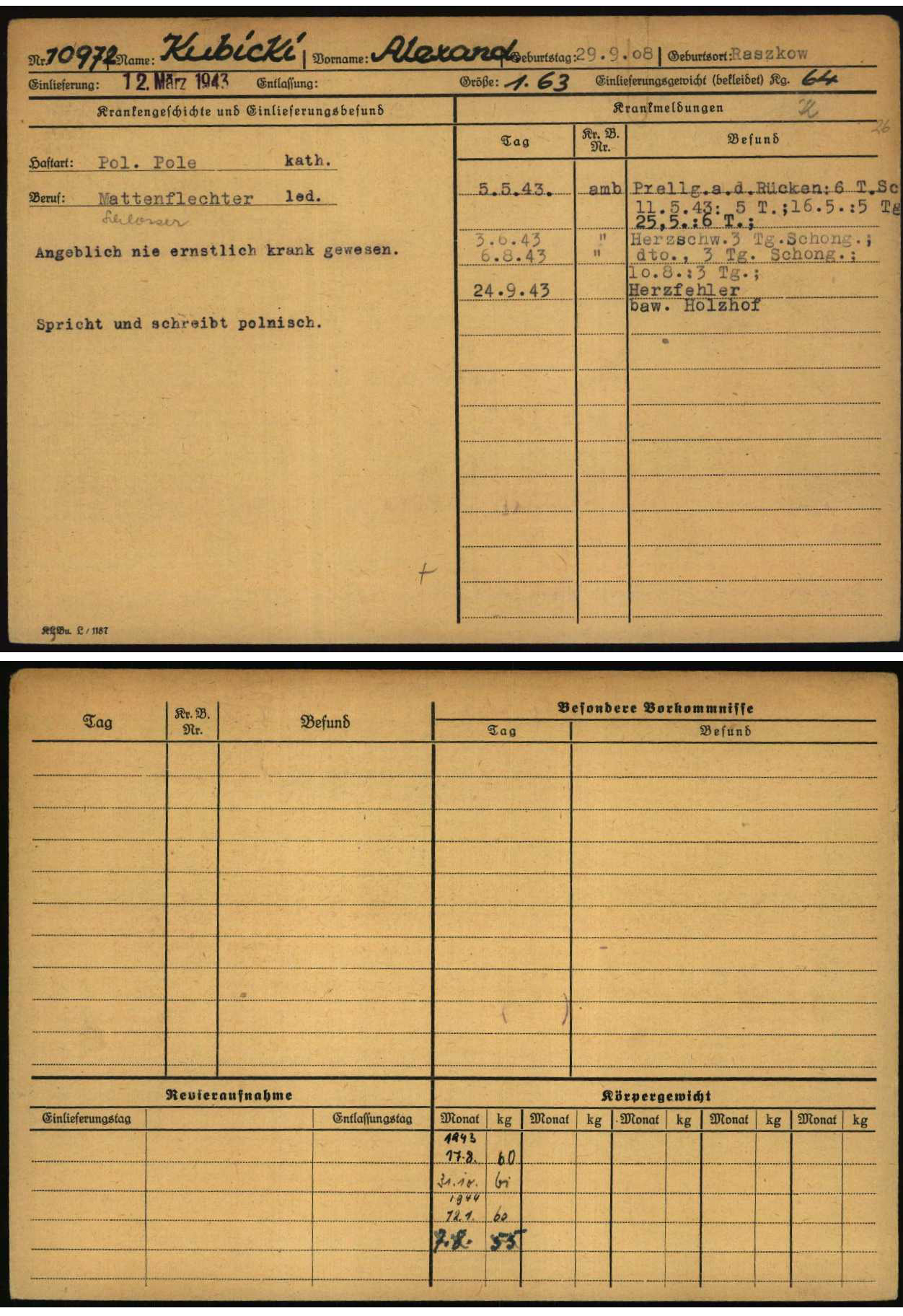
Karta medyczna A.M. Kubickiego z Buchenwaldu z kilkakrotnymi incydentami bicia po plecach i problemów z sercem; awers i rewers

W lutym 1940 współorganizował Związek Chłopów i Robotników. Był też działaczem organizacji „Młot i Sierp”. Aresztowany przez hitlerowców trafił 18 kwietnia 1942 do KL Auschwitz (numer więźniarski 31133). Po 11 miesiącach został przewieziony do Buchenwaldu, dokąd dotarł 12 marca (numer obozowy 10972). Był w transporcie więźniów, którzy „odegrali ważną rolę w późniejszym życiu obozu”. Kubicki działał tu politycznie, a także, jak wspomina jeden z buchenwaldczyków-poetów Edmund Polak, udzielał się literacko. Bywał na „spotkaniach literackich w lasku w Małym Łagrze”, gdzie czytywał swoje wiersze. Jak podają buchenwaldczycy Wacław Czarnecki i Zygmunt Zonik, „pisał dużo o grozie obozu, kontrastując ją z sielskim obrazem wsi:

Tu Steinbruch i kamień, Postenketta i pałka, drut i krematorium, salwa ckm i piekło. Tam – jodła, ojciec pochylony nad pługiem, słowik płaczący miłość, nieutulona skarga.

### Po wojnie
Zgłoszony na IX sesji 29 grudnia 1945 Krajowej Rady Narodowej na wniosek Stronnictwa Ludowego na posła. Ślubowanie złożył 2 stycznia 1946. W 1947 uzyskał mandat posła na Sejm Ustawodawczy, a w 1957, 1961, 1965 i 1969 mandat posła na Sejm PRL. W czasie sprawowania mandatu poselskiego zasiadał w Komisji Kultury i Sztuki (w Sejmie Ustawodawczym również sekretarz, w II, IV i V kadencji zastępca przewodniczącego). W Sejmie Ustawodawczym pełnił funkcję zastępcy przewodniczącego Komisji Spraw Zagranicznych, ponadto zasiadał w niej w kadencjach II–V. Zastępca przewodniczącego Klubu Poselskiego ZSL w III kadencji, członek Komisji Planu Gospodarczego i Budżetu oraz Komisji Skarbowo-Budżetowej Sejmu Ustawodawczego. Znalazł się w składzie pierwszej rady nadzorczej Ludowej Spółdzielni Wydawniczej

## Życie prywatne
Z nieformalnego związku z Heleną Rosłoniec (1925–1972) miał córkę – Ewę Kubicką-Burzyńską (1952–2014). Był bratem Mieczysława Kubickiego (1906–1989) – członka POS „Jerzyki”, nauczyciela, gminnego łącznika TON-u w Święcicach, a w okresie PRL urzędnika. Jego bratankiem jest prof. Leszek Kubicki.

## Pogrzeb

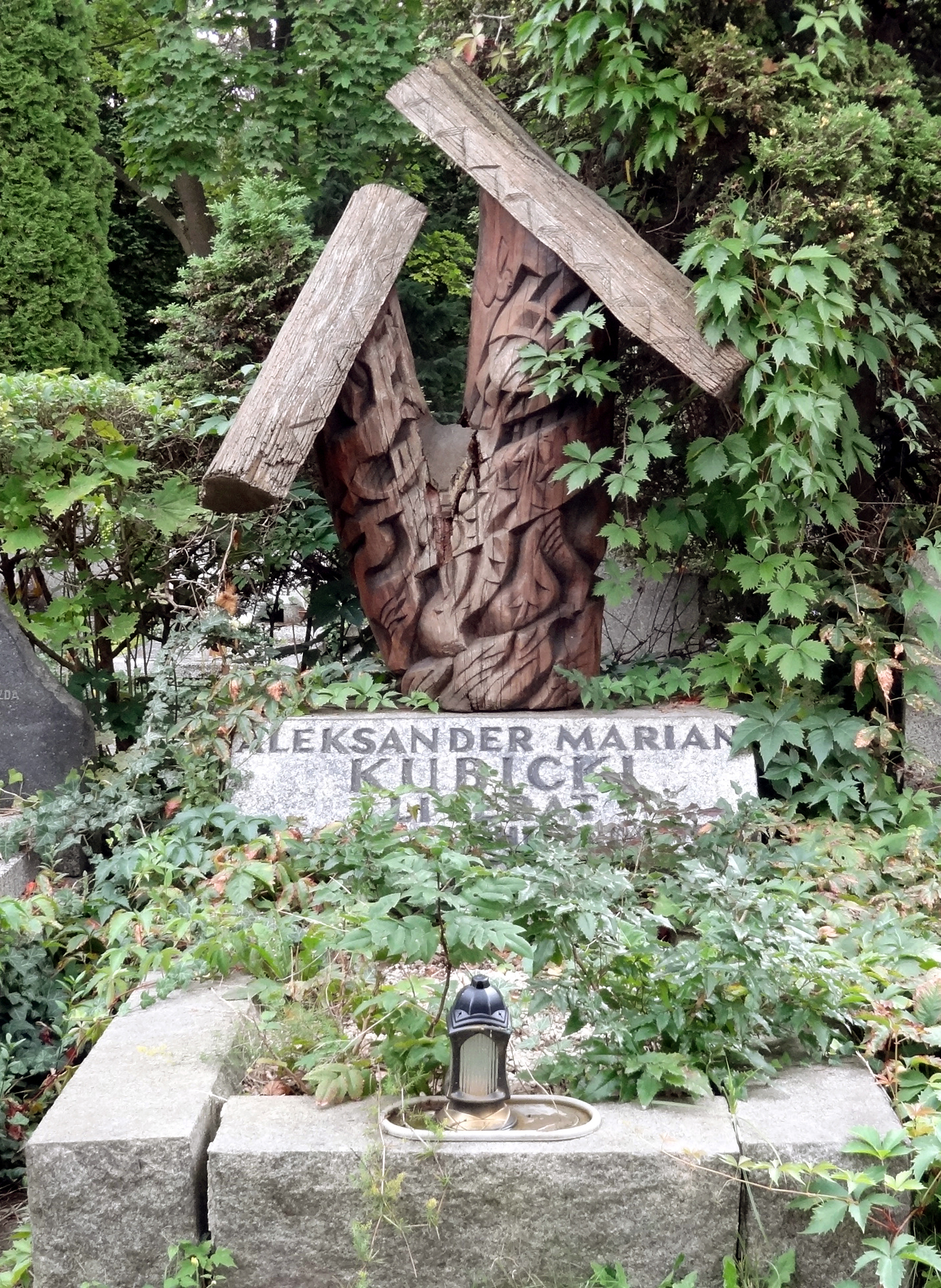
Grób Kubickiego na warszawskich Powązkach Wojskowych w 2023

Pochowany na Cmentarzu Wojskowym na Powązkach (33B-1-12). Pogrzeb miał charakter państwowy. W pogrzebie uczestniczył m.in. Jarosław Iwaszkiewicz. Przemówienie okolicznościowe wygłosił Józef Ozga-Michalski – zastępca przewodniczącego Rady Państwa.

## Odznaczenia
- Krzyż Komandorski Orderu Odrodzenia Polski
- Krzyż Oficerski Orderu Odrodzenia Polski (1955)[17]
- Medal „Za waszą wolność i naszą”
- Medal Zwycięstwa i Wolności 1945
- Odznaka 1000-lecia Państwa Polskiego (1966)[18]
- Medal „20-lecia Światowej Rady Pokoju” (1969)[19]